# Hochalmkreuz
Le Hochalmkreuz est une montagne culminant à 2 192 m d'altitude dans le massif des Karwendel.

## Géographie
La montagne se situe dans le chaînon de Hinterautal-Vomper, sur l'arête nord du Birkkarspitze.

## Ascension
La croix sommitale peut être atteinte dans une randonnée facile au départ du Karwendelhaus. Les alpinistes peuvent continuer vers le Birkkarspitze.